# سونا موهاباترا
سونا موهاباترا Sona Mohapatra (ولدت في 17 يونيو 1976) هي مغنية هندية وملحنة موسيقية وشاعرة غنائية ولدت في كوتاك، أوديشا. بالإضافة إلى المواد الخاصة بها، سجلت موهاباترا ريمكسات لأغاني ديفيد باوي مع "Let's Dance" وINXS مع "Afterglow"، مع نجاح هذه الأخيرة بشكل خاص.

## روابط خارجية
- سونا موهاباترا على موقع IMDb (الإنجليزية)
- سونا موهاباترا على موقع ميوزك برينز (الإنجليزية)
- سونا موهاباترا على موقع ديسكوغز (الإنجليزية)
- سونا موهاباترا على موقع قاعدة بيانات الفيلم (الإنجليزية)
- الموقع الرسمي
- سيرة سونا موهاباترا نسخة محفوظة 17 يناير 2017 على موقع واي باك مشين.